# Сезар (кинопремия, 2008)
33-я церемония вручения наград премии «Сезар» (также известной как Ночь Сезара (фр. Nuit des César)) за заслуги в области французского кинематографа за 2007 год состоялась 22 февраля 2008 года в театре Шатле (Париж, Франция). Номинанты были объявлены 25 января 2008 года. Президентом церемонии выступил актёр Жан Рошфор.
Биографическая драма «Жизнь в розовом цвете», об истории жизни знаменитой певицы Эдит Пиаф, была удостоена пяти наград (из 11 номинаций), включая приз за лучшую женскую роль (Марион Котийяр). Лучшим фильмом года была признана картина «Кус-кус и барабулька», взявшая также награды за режиссуру, оригинальный сценарий (Абделлатиф Кешиш) и лучшую роль начинающей актрисы (Афсия Эрзи).

## Список лауреатов и номинантов
Количество наград/номинаций:
- 5/11: «Жизнь в розовом цвете»
- 1/11: «Семейная тайна»
- 2/7: «Скафандр и бабочка»
- 2/6: «Персеполис»
- 4/5: «Кус-кус и барабулька»
- 1/4: «Свидетели» / «Все песни только о любви»
- 0/4: «Мольер»
- 1/3: «Просто вместе»
- 0/3: «Те, кто остаётся» / «И пусть всё пляшет!» / «Водяные лилии» / «Близкие враги» / «Второе дыхание»
- 0/2: «Дорогая» / «Месть бедняка»
- 1/1: «Адвокат террора» / «Моцарт среди карманников» / «Жизнь других»

### Основные категории
• Победители выделены отдельным цветом. 
| Категории                      | Лауреаты и номинанты                                                                                                   | Лауреаты и номинанты                                                                                  | Лауреаты и номинанты                                                                                  |
| ------------------------------ | --- | --- | --- |
| Лучший фильм                   | • Кус-кус и барабулька / La Graine et le Mulet (продюсер: Клод Берри, режиссёр: Абделлатиф Кешиш)                      | • Кус-кус и барабулька / La Graine et le Mulet (продюсер: Клод Берри, режиссёр: Абделлатиф Кешиш)     | • Кус-кус и барабулька / La Graine et le Mulet (продюсер: Клод Берри, режиссёр: Абделлатиф Кешиш)     |
| Лучший фильм                   | • Жизнь в розовом цвете / La Môme (продюсер: Ален Голдман (фр.), режиссёр: Оливье Даан)                                | | |
| Лучший фильм                   | • Персеполис (м/ф) / Persepolis (продюсеры: Марк-Антуан Робер, Ксавье Риго, режиссёры: Маржан Сатрапи, Венсан Паронно) | | |
| Лучший фильм                   | • Скафандр и бабочка / Le Scaphandre et le Papillon (продюсер: Жером Сейду (фр.), режиссёр: Джулиан Шнабель)           | | |
| Лучший фильм                   | • Семейная тайна / Un secret (продюсер: Ив Мармион, режиссёр: Клод Миллер)                                             | | |
| Лучший режиссёр                | | • Абделлатиф Кешиш за фильм «Кус-кус и барабулька»                                                    | • Абделлатиф Кешиш за фильм «Кус-кус и барабулька»                                                    |
| Лучший режиссёр                | • Оливье Даан — «Жизнь в розовом цвете»                                                                                | | |
| Лучший режиссёр                | • Джулиан Шнабель — «Скафандр и бабочка»                                                                               | | |
| Лучший режиссёр                | • Андре Тешине — «Свидетели»                                                                                           | | |
| Лучший режиссёр                | • Клод Миллер — «Семейная тайна»                                                                                       | | |
| Лучший актёр                   | | • Матьё Амальрик — «Скафандр и бабочка» (за роль Жана-Доминика Боби)                                  | • Матьё Амальрик — «Скафандр и бабочка» (за роль Жана-Доминика Боби)                                  |
| Лучший актёр                   | • Мишель Блан — «Свидетели» (за роль Адриана)                                                                          | | |
| Лучший актёр                   | • Жан-Пьер Дарруссен — «Диалог с моим садовником» (фр.) (за роль садовника Дюжардена)                                  | | |
| Лучший актёр                   | • Венсан Линдон — «Те, кто остаётся» (фр.) (за роль Бертрана Льева)                                                    | | |
| Лучший актёр                   | • Жан-Пьер Марьель — «И пусть всё пляшет!» (фр.) (за роль Соломона Беллински)                                          | | |
| Лучшая актриса                 | | • Марион Котийяр — «Жизнь в розовом цвете» (за роль Эдит Пиаф)                                        | • Марион Котийяр — «Жизнь в розовом цвете» (за роль Эдит Пиаф)                                        |
| Лучшая актриса                 | • Изабель Карре — «Анна М.» (фр.) (за роль Анны М.)                                                                    | | |
| Лучшая актриса                 | • Сесиль де Франс — «Семейная тайна» (за роль Тани Стирн / Гримбер)                                                    | | |
| Лучшая актриса                 | • Марина Фоис — «Дорогая» (фр.) (за роль Катрин / Софи / Сесиль Николь)                                                | | |
| Лучшая актриса                 | • Катрин Фро — «Одетта Тулемонд» (за роль Одетты Тулемонд)                                                             | | |
| Лучший актёр второго плана     | | • Сами Буажила — «Свидетели» (за роль Мехди)                                                          | • Сами Буажила — «Свидетели» (за роль Мехди)                                                          |
| Лучший актёр второго плана     | • Паскаль Греггори — «Жизнь в розовом цвете» (за роль Луи Баррьера)                                                    | | |
| Лучший актёр второго плана     | • Майкл Лонсдейл — «Человеческий фактор» (фр.) (за роль Матиаса Жюста)                                                 | | |
| Лучший актёр второго плана     | • Фабрис Лукини — «Мольер» (за роль месье Жордена)                                                                     | | |
| Лучший актёр второго плана     | • Лоран Стокер — «Просто вместе» (за роль Филибера)                                                                    | | |
| Лучшая актриса второго плана   | | • Жюли Депардьё — «Семейная тайна» (за роль Луизы)                                                    | • Жюли Депардьё — «Семейная тайна» (за роль Луизы)                                                    |
| Лучшая актриса второго плана   | • Ноэми Львовски — «Сон предыдущей ночи» (фр.) (за роль Натали)                                                        | | |
| Лучшая актриса второго плана   | • Бюль Ожье — «И пусть всё пляшет!» (за роль Женевьевы Беллински)                                                      | | |
| Лучшая актриса второго плана   | • Людивин Санье — «Семейная тайна» (за роль Ханны)                                                                     | | |
| Лучшая актриса второго плана   | • Сильви Тестю — «Жизнь в розовом цвете» (за роль Момоны)                                                              | | |
| Самый многообещающий актёр     | | • Лоран Стокер — «Просто вместе»                                                                      | • Лоран Стокер — «Просто вместе»                                                                      |
| Самый многообещающий актёр     | • Николя Казале — «Сын бакалейщика» (фр.)                                                                              | | |
| Самый многообещающий актёр     | • Грегуар Лепренс-Ренге — «Все песни только о любви»                                                                   | | |
| Самый многообещающий актёр     | • Жоан Либеро (фр.) — «Свидетели»                                                                                      | | |
| Самый многообещающий актёр     | • Жослин Киврен — «99 франков»                                                                                         | | |
| Самая многообещающая актриса   | | • Афсия Эрзи — «Кус-кус и барабулька»                                                                 | • Афсия Эрзи — «Кус-кус и барабулька»                                                                 |
| Самая многообещающая актриса   | • Луиз Блашер (фр.) — «Водяные лилии» (за роль Анны)                                                                   | | |
| Самая многообещающая актриса   | • Одри Дана (фр.) — «Железнодорожный роман»                                                                            | | |
| Самая многообещающая актриса   | • Адель Энель — «Водяные лилии» (за роль Флорианы)                                                                     | | |
| Самая многообещающая актриса   | • Клотильда Эм — «Все песни только о любви»                                                                            | | |
| Лучший оригинальный сценарий   | | • Абделлатиф Кешиш — «Кус-кус и барабулька»                                                           | • Абделлатиф Кешиш — «Кус-кус и барабулька»                                                           |
| Лучший оригинальный сценарий   | • Жюли Дельпи — «2 дня в Париже»                                                                                       | | |
| Лучший оригинальный сценарий   | • Анн Ле Ни (фр.) — «Те, кто остаётся»                                                                                 | | |
| Лучший оригинальный сценарий   | • Лоран Тирар и Грегуар Виньерон (фр.) — «Мольер»                                                                      | | |
| Лучший оригинальный сценарий   | • Оливье Даан — «Жизнь в розовом цвете»                                                                                | | |
| Лучший адаптированный сценарий | | • Венсан Паронно (Виншлюсс) и Маржан Сатрапи — «Персеполис»                                           | |
| Лучший адаптированный сценарий | • Кристин Каррьер (фр.) — «Дорогая»                                                                                    | | |
| Лучший адаптированный сценарий | • Клод Берри — «Просто вместе»                                                                                         | | |
| Лучший адаптированный сценарий | • Рональд Харвуд — «Скафандр и бабочка»                                                                                | | |
| Лучший адаптированный сценарий | • Натали Картер и Клод Миллер — «Семейная тайна»                                                                       | | |
| Лучшая музыка к фильму         | | • Алекс Бопен (фр.) за музыку к фильму «Все песни только о любви»                                     | • Алекс Бопен (фр.) за музыку к фильму «Все песни только о любви»                                     |
| Лучшая музыка к фильму         | • Александр Деспла — «Близкие враги»                                                                                   | | |
| Лучшая музыка к фильму         | • Арчи Шепп — «И пусть всё пляшет!»                                                                                    | | |
| Лучшая музыка к фильму         | • Оливье Бернет — «Персеполис»                                                                                         | | |
| Лучшая музыка к фильму         | • Збигнев Прайснер — «Семейная тайна»                                                                                  | | |
| Лучший монтаж                  | • Жюльетт Вельфлин (фр.) — «Скафандр и бабочка»                                                                        | • Жюльетт Вельфлин (фр.) — «Скафандр и бабочка»                                                       | • Жюльетт Вельфлин (фр.) — «Скафандр и бабочка»                                                       |
| Лучший монтаж                  | • Галия Лакруа и Камиль Тубкис — «Кус-кус и барабулька»                                                                | | |
| Лучший монтаж                  | • Ив Белоньяк и Ришар Марици — «Жизнь в розовом цвете»                                                                 | | |
| Лучший монтаж                  | • Стефани Рош — «Персеполис»                                                                                           | | |
| Лучший монтаж                  | • Вероника Ланж — «Семейная тайна»                                                                                     | | |
| Лучшая работа оператора        | • Тэцуо Нагата — «Жизнь в розовом цвете»                                                                               | • Тэцуо Нагата — «Жизнь в розовом цвете»                                                              | • Тэцуо Нагата — «Жизнь в розовом цвете»                                                              |
| Лучшая работа оператора        | • Ив Анжело — «Второе дыхание»                                                                                         | | |
| Лучшая работа оператора        | • Джованни Фьоре Кольтеллаччи (итал.) — «Близкие враги»                                                                | | |
| Лучшая работа оператора        | • Януш Камински — «Скафандр и бабочка»                                                                                 | | |
| Лучшая работа оператора        | • Жерар де Баттиста (фр.) — «Семейная тайна»                                                                           | | |
| Лучшие декорации               | • Оливье Рюкс (фр.) — «Жизнь в розовом цвете»                                                                          | • Оливье Рюкс (фр.) — «Жизнь в розовом цвете»                                                         | • Оливье Рюкс (фр.) — «Жизнь в розовом цвете»                                                         |
| Лучшие декорации               | • Тьерри Фламан (фр.) — «Второе дыхание»                                                                               | | |
| Лучшие декорации               | • Кристиан Марти (фр.) — «Месть бедняка»                                                                               | | |
| Лучшие декорации               | • Франсуаза Дюпертюи (фр.) — «Мольер»                                                                                  | | |
| Лучшие декорации               | • Жан-Пьер Кою-Свелко (фр.) — «Семейная тайна»                                                                         | | |
| Лучшие костюмы                 | • Марит Аллен (посмертно) — «Жизнь в розовом цвете»                                                                    | • Марит Аллен (посмертно) — «Жизнь в розовом цвете»                                                   | • Марит Аллен (посмертно) — «Жизнь в розовом цвете»                                                   |
| Лучшие костюмы                 | • Коринн Жорри — «Второе дыхание»                                                                                      | | |
| Лучшие костюмы                 | • Жан-Даниель Вийермоз — «Месть бедняка»                                                                               | | |
| Лучшие костюмы                 | • Пьер-Жан Ларрок (фр.) — «Мольер»                                                                                     | | |
| Лучшие костюмы                 | • Жаклин Бушар — «Семейная тайна»                                                                                      | | |
| Лучший звук                    | • Лоран Зейлиг, Паскаль Виллар, Жан-Поль Урье (фр.), Марк Дуан — «Жизнь в розовом цвете»                               | • Лоран Зейлиг, Паскаль Виллар, Жан-Поль Урье (фр.), Марк Дуан — «Жизнь в розовом цвете»              | • Лоран Зейлиг, Паскаль Виллар, Жан-Поль Урье (фр.), Марк Дуан — «Жизнь в розовом цвете»              |
| Лучший звук                    | • Гийом Ле Бра (фр.), Валери Делюф, Аньес Равез, Тьерри Делор — «Все песни только о любви»                             | | |
| Лучший звук                    | • Антуан Дефляндр, Жермен Буле (фр.), Эрик Тиссеран — «Близкие враги»                                                  | | |
| Лучший звук                    | • Тьерри Лебон, Эрик Шевалье, Сами Барде — «Персеполис»                                                                | | |
| Лучший звук                    | • Жан-Поль Мюжель, Франсис Варнье, Доминик Габорьо — «Скафандр и бабочка»                                              | | |
| Лучший дебютный фильм          | • «Персеполис» (режиссёры: Маржан Сатрапи, Венсан Паронно, продюсеры: Марк-Антуан Робер, Ксавье Риго)                  | • «Персеполис» (режиссёры: Маржан Сатрапи, Венсан Паронно, продюсеры: Марк-Антуан Робер, Ксавье Риго) | • «Персеполис» (режиссёры: Маржан Сатрапи, Венсан Паронно, продюсеры: Марк-Антуан Робер, Ксавье Риго) |
| Лучший дебютный фильм          | • «Те, кто остаётся» (режиссёр: Анн Ле Ни)                                                                             | | |
| Лучший дебютный фильм          | • «Только любовь?» (фр.) (режиссёр: Лола Дуайон)                                                                       | | |
| Лучший дебютный фильм          | • «Водяные лилии» (режиссёр: Селин Сьямма)                                                                             | | |
| Лучший дебютный фильм          | • «Всё прощено» (фр.) (режиссёр: Миа Хансен-Лёве)                                                                      | | |
| Лучший документальный фильм    | • Адвокат террора / L’Avocat de la terreur (режиссёр: Барбе Шрёдер)                                                    | • Адвокат террора / L’Avocat de la terreur (режиссёр: Барбе Шрёдер)                                   | • Адвокат террора / L’Avocat de la terreur (режиссёр: Барбе Шрёдер)                                   |
| Лучший документальный фильм    | • Влюблённые животные / Les Animaux amoureux (режиссёр: Лоран Шарбонье)                                                | | |
| Лучший документальный фильм    | • Безумные мудрецы и разумные сумасшедшие / Les Lip, l’imagination au pouvoir (режиссёр: Кристиан Руо)                 | | |
| Лучший документальный фильм    | • Первый плач / Le Premier Cri (режиссёр: Жиль де Мэстр)                                                               | | |
| Лучший документальный фильм    | • Возвращение в Нормандию / Retour en Normandie (режиссёр: Николя Филибер)                                             | | |
| Лучший короткометражный фильм  | • Моцарт среди карманников / Le Mozart des pickpockets (режиссёр: Филипп Поле-Виллар)                                  | • Моцарт среди карманников / Le Mozart des pickpockets (режиссёр: Филипп Поле-Виллар)                 | • Моцарт среди карманников / Le Mozart des pickpockets (режиссёр: Филипп Поле-Виллар)                 |
| Лучший короткометражный фильм  | • Девенети / Deweneti (Ousmane) (режиссёр: Диана Гайе)                                                                 | | |
| Лучший короткометражный фильм  | • Первая поездка / Premier voyage (режиссёр: Грегуар Сиван)                                                            | | |
| Лучший короткометражный фильм  | • Променад / La promenade (режиссёр: Марина де Ван)                                                                    | | |
| Лучший короткометражный фильм  | • Рашель / Rachel (режиссёр: Фредерик Мерму)                                                                           | | |
| Лучший иностранный фильм       | • Жизнь других / Das Leben der Anderen (Германия, режиссёр Флориан Хенкель фон Доннерсмарк)                            | • Жизнь других / Das Leben der Anderen (Германия, режиссёр Флориан Хенкель фон Доннерсмарк)           | • Жизнь других / Das Leben der Anderen (Германия, режиссёр Флориан Хенкель фон Доннерсмарк)           |
| Лучший иностранный фильм       | • 4 месяца, 3 недели и 2 дня / 4 luni, 3 saptamâni si 2 zile (Румыния, реж. Кристиан Мунджиу)                          | | |
| Лучший иностранный фильм       | • На краю рая / Auf der anderen Seite (Турция, Германия, реж. Фатих Акин)                                              | | |
| Лучший иностранный фильм       | • Хозяева ночи / We Own the Night (США, реж. Джеймс Грэй)                                                              | | |
| Лучший иностранный фильм       | • Порок на экспорт / Eastern Promises (Канада, Великобритания, США, реж. Дэвид Кроненберг)                             | | |

### Специальные награды
| Награда          | Лауреаты        | Лауреаты          |
| ---------------- | --------------- | ----------------- |
| Почётный «Сезар» | Роберто Бениньи | • Роберто Бениньи |
| Почётный «Сезар» | Жанна Моро      | • Жанна Моро      |